# Tahar Hannache
 (septembre 2024).
 (septembre 2024).
Tahar Hannache (en arabe : طاهر حناش), de son vrai nom Tahar Ben Kouider Belhannache, est un acteur, réalisateur, directeur de la photographie et scénariste algérien, né le 26 novembre 1898 à Constantine. Il est considéré comme le pionnier du cinéma algérien, pour sa mise en avant de l'Algérie au devant de la scène internationale,,.

## Biographie
Tahar Ben Kouider Belhannache, connu artistiquement sous le nom de Tahar Hannache, est né le 26 novembre 1898 à Constantine, ville d'arts et de culture. Dans ce contexte grandit Tahar Ben Kouider Belhannache, issu d'une famille aisée, son père possédant des usines et des commerces. Tahar fréquentera les meilleures écoles, étudiera les sciences, et dès son plus jeune âge, très curieux, il démontrera un net penchant pour les découvertes scientifiques et les inventions, et s'intéressera aussi aux engins mécaniques comme les bateaux et les trains.
À l'âge de dix ou onze ans, il découvre pour la première fois les films de Charlie Chaplin. Ce monde magique et imaginaire l'intrigue et le fascine, sa passion pour le cinéma s'accroît, il devient un assidu des ciné-bus, qui, sur les places publiques, projettent sur grand écran des documentaires de propagande. L'après-midi, Tahar revient presque tous les jours au nouveau cinéma de Constantine, le Nunez, où il décortique et analyse les films qu'il a souvent vu plusieurs fois,.

## Carrière
Son père fait faillite et décède peu de temps après. Très affecté par cette perte, Tahar Hannache qui est appelé au service militaire français, est démobilisé en 1920 en France. Il en profite pour visiter les lieux de productions des films qui l'ont fait rêver depuis l'enfance.
Un jour, alors qu'il se promène à côté d'un studio de cinéma parisien, un réalisateur qui cherchait des visages arabes, le remarque et lui demande : "Es-tu arabe ?" Tahar répondit : « Oui » et le réalisateur lui dit : « Viens demain et je t'embaucherai. »

Le réalisateur belge Jacques Feyder le prend dans le film L'Atlantide (1921), à l'époque où le cinéma était encore muet. Feyder est alors un référence dans le cinéma français, l'exposition est une aubaine pour Tahar, sa carrière cinématographique est lancée .

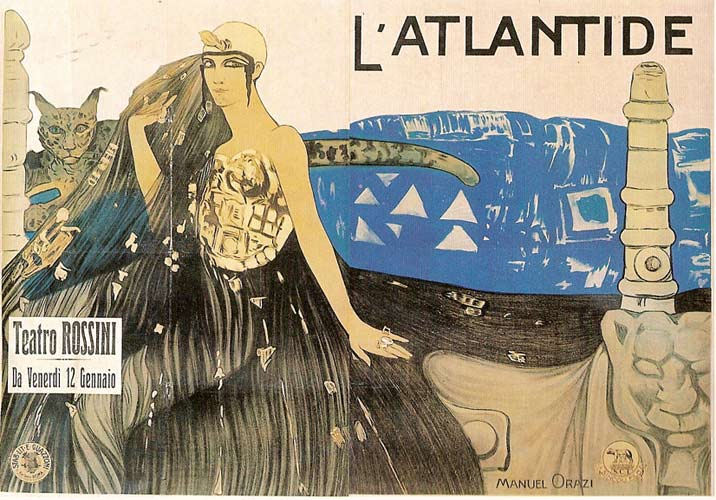
Affiche du film L'Atlantide, de Jacques Feyder (1921).

Après le succès du film L'Atlantide, Tahar Hannache saisira toutes les occasions qui s'offrent à lui : il exercera plusieurs professions cinématographiques, de directeur de la photographie à assistant à la réalisation, cadreur, et jouera des rôles importants en tant que comédien.
En 1938, Tahar Hannache crée alors sa propre société de production qu'il nommera Taha Film et signe sa première réalisation personnelle Aux Portes du Sahara.

### Période de la Seconde Guerre mondiale
Cette période a été charnière dans l'histoire de Tahar Hannache : tandis que sa notoriété s'accroît en tant que directeur de la photographie, l'occupation allemande de la France freine la production cinématographique. Il est rappelé dans les Forces françaises libres et l'Armée alliée à Casablanca pendant trois ans, de 1942 à 1945.
Durant cette période, il travaillera dans la division audiovisuelle de l'armée. Il filmera de nombreux défilés militaires, préparera des dizaines de reportages d'actualité et documentera des événements historiques importants. Après la fin de la guerre, en 1942, libéré de ses obligations militaires et grâce au travail fourni, il est reconnu cinéaste. Une carte de cinéaste lui est délivrée sous le numéro 7951, et il devient le premier arabe et africain à se voir attribuer une carte professionnelle de cinéaste.
Tahar Hannache réalisera de nombreux documentaires et films, dont le célèbre Les Plongeurs Du Désert avec le poète et acteur Himoud Brahimi, qui sera considéré comme la première production entièrement algérienne. La pellicule sera détruite et le poète Jean Sénac écrira quelques années plus tard : « Sait-on que le film Les Plongeurs Du Désert, de Tahar Hannache, fut boycotté par le Gouvernement général, sous prétexte qu’il était entièrement financé, réalisé et joué par des "autochtones" ? ».

### Naissance de l'audiovisuel algérien

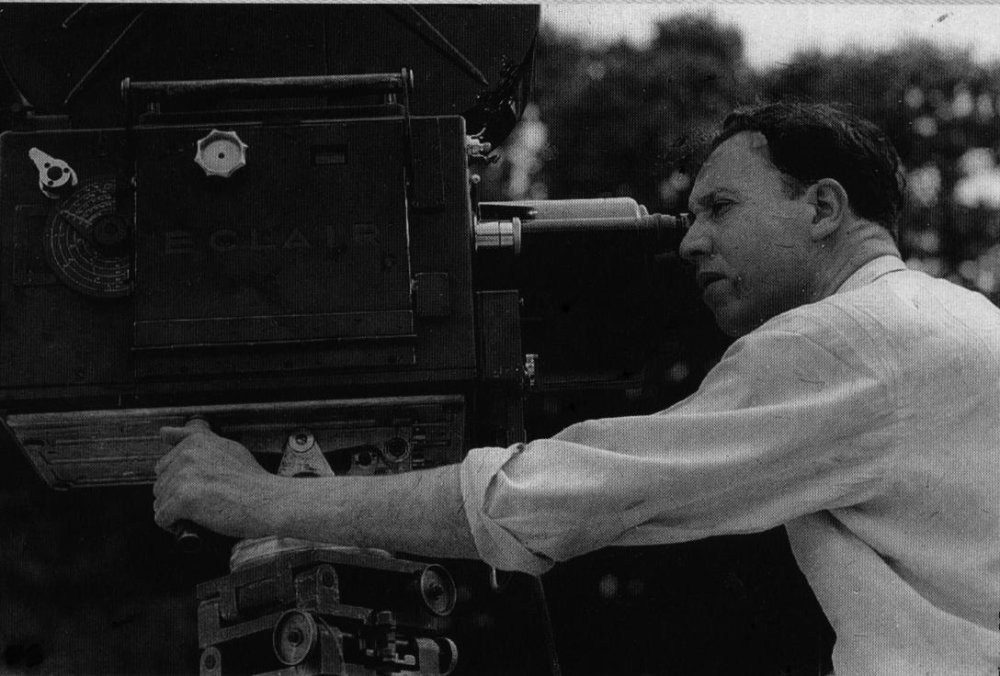
Tahar Hannache, lors du tournage du film Vénus Aveugle, d'Abel Gance (1941).

En 1954, les premiers sketchs de la télévision algérienne sont produits sous la houlette de Tahar Hannache. En 1956, il se marie à l'âge de 58 ans, aura quatre filles.
La même année, la Radiodiffusion-télévision française est créée en Algérie. Tahar Hannache y est intégré : il est chargé de la supervision de l'équipe algérienne. Il ouvrira la porte à de nombreux noms importants du futur cinéma algérien indépendant. Il enverra certains éléments de son équipe à l'étranger, pour y étudier dans des instituts de cinéma. Après l'indépendance en 1962, il contribuera, avec d'autres, à assurer la poursuite de la diffusion télévisée lors de la transition de la RTF à la toute nouvelle Radiodiffusion télévision algérienne, et la continuité des programmes, qui ne seront jamais interrompus. À cette époque, il est responsable de la production audiovisuelle, période déterminante pour la construction du cinéma algérien.
Tahar Hannache aura supervisé la formation de nombreux noms importants, parmi lesquels des techniciens et des acteurs, comme ceux qui ont travaillé sur le film La Nuit a peur du Soleil (1965), de Mustapha Badie.
Tahar Hannache, qui a durant sa vie œuvré et participé à plus de 80 films, décède le 1er août 1972, à l'hôpital de Médéa, en Algérie. Il repose au cimetière d'El Alia, à Alger.

## Au cinéma

### Comédien
- 1921 : L'Atlantide, de Jacques Feyder
- 1924 : Les Fils du Soleil, de René Le Somptier
- 1932 : Le Marchand de sable, d'André Hugon : Mohamed
- 1932 : La Croix du sud, d'André Hugon : Taha Badawi

### Directeur de la photographie
- 1935 :  Gangster malgré lui, d'André Hugon
- 1935 :  La Bandera, de Julien Duvivier[9]
- 1936 :  Les Mariages de mademoiselle Lévy, d'André Hugon
- 1937 :  Monsieur Bégonia, d'André Hugon
- 1937 :  Sarati le terrible, d'André Hugon
- 1937 :  Romarin, d'André Hugon
- 1937 :  Les Anges noirs, de Willy Rozier[10]
- 1937 :  Les Hommes de proie, de Willy Rozier
- 1938 :  Firmin, le muet de Saint-Pataclet, de Jacques Séverac
- 1938 :  Prince de mon cœur, de Jacques Daniel-Norman
- 1938 :  La Rue sans joie, d'André Hugon
- 1938 : Un meurtre a été commis, de Claude Orval
- 1938 : Ceux De Demain (L'Enfant de troupe), d'Adelqui Migliar et Georges Pallu
- 1940 : Moulin-Rouge, de Yves Mirande et André Hugon
- 1940 : La Fille du puisatier, de Marcel Pagnol
- 1941 : Vénus aveugle, d'Abel Gance
- 1949 : Sérénade à Meryem, de Norbert Gernolle
- 1950 : Bouzareah, de Jack Pinoteau
- 1955 : La Corniche d'Amour, de Jean Francoux

## Réalisateur
- 1938 : Aux Portes du Sahara
- 1952 : Les Plongeurs Du Désert